# Kim Na-woon
Kim Na-woon (11 de mayo de 1970) es una actriz surcoreana. Debutó en 1987, y es más activa como actriz de reparto en dramas.

## Filmografía

### Series de televisión
| Año  | Título                                | Red  |
| ---- | ------------------------------------- | ---- |
| 1987 | Weird School                          |      |
| 1987 | Blue Room                             |      |
| 1989 | A Tree Blooming with Love             |      |
| 1990 | Our Paradise                          |      |
| 1990 | Three Families Under One Roof         |      |
| 1991 | Another Happiness                     |      |
| 1991 | Magpie Daughter-in-law                | MBC  |
| 1991 | Eyes of Dawn                          | MBC  |
| 1992 | Rainbow in Mapo                       | MBC  |
| 1993 | My Mother's Sea                       | MBC  |
| 1994 | Hidden Picture                        |      |
| 1994 | The Road to You                       |      |
| 1995 | You Said You Love Me                  |      |
| 1995 | Auntie Ok                             |      |
| 1996 | Reasons Not to Get Divorced           |      |
| 1997 | Cinderella                            | MBC  |
| 1997 | Conditions of Love                    |      |
| 1999 | Trap of Youth                         |      |
| 1999 | Rising Sun, Rising Moon               | KBS1 |
| 1999 | Do You Know My Son                    | SBS  |
| 2000 | Fireworks                             | SBS  |
| 2000 | More Than Love                        | MBC  |
| 2000 | Doctor Doctor                         | iTV  |
| 2000 | Autumn in My Heart                    | KBS2 |
| 2001 | Ladies of the Palace                  | SBS  |
| 2001 | Stock Flower                          | KBS2 |
| 2001 | Flower Story                          | KBS1 |
| 2001 | Like Father, Unlike Son               | KBS2 |
| 2001 | Man of Autumn                         | MBC  |
| 2002 | We Are Dating Now                     | SBS  |
| 2002 | Magic Kid Masuri                      | KBS2 |
| 2003 | Snowman                               | MBC  |
| 2003 | Yellow Handkerchief                   | KBS1 |
| 2003 | Wedding Gift                          | KBS2 |
| 2003 | Garden of Eve                         | SBS  |
| 2003 | Perfect Love                          | SBS  |
| 2004 | Sweet Buns                            | MBC  |
| 2005 | My Sweetheart, My Darling             |      |
| 2005 | I Love You, My Enemy                  | SBS  |
| 2005 | Lovers in Prague                      | SBS  |
| 2005 | Let's Get Married                     | MBC  |
| 2006 | Love and Hate                         | SBS  |
| 2007 | Dal-ja's Spring                       | KBS2 |
| 2008 | Mom's Dead Upset                      | KBS2 |
| 2010 | Drama Special "Reason"                | KBS2 |
| 2010 | The Scarlet Letter                    | MBC  |
| 2010 | Drama Special "Cutting Off the Heart" | KBS2 |
| 2011 | Miss Ripley                           | MBC  |
| 2011 | Can't Lose                            | MBC  |
| 2011 | Dear My Sister                        | KBS1 |
| 2012 | Hometown Over the Hill 2              | KBS1 |
| 2012 | Ugly Cake                             | MBC  |
| 2012 | School 2013                           | KBS2 |
| 2013 | Samsaengi                             | KBS2 |
| 2013 | The Queen of Office                   | KBS2 |
| 2013 | Give Love Away                        | MBC  |
| 2014 | Pride and Prejudice                   | MBC  |
| 2015 | Kill Me, Heal Me                      | MBC  |
| 2015 | The Return of Hwang Geum-bok          | SBS  |
| 2015 | Yong-pal                              | SBS  |
| 2016 | W                                     | MBC  |